# Mölnbacka Trysil
Mölnbacka Trysil var ett värmländskt skogsindustriföretag bildat 1873 och upplöst 1967. 
Mölnbacka bruk i Mölnbacka i Värmland räknar sin industrihistoria tillbaka till år 1628. År 1831 bildades Trysils skogsbolag. Från och med år 1840 samarbetade dessa båda företag. De slogs samman 1873 under namnet AB Mölnbacka-Trysil. Detta var i verkligheten endast så att säga en formell bekräftelse på en nära förbindelse mellan de båda företagen, som pågått under många år. I stora salen på bolagets representationsgård Dejefors finnas målade porträtt av dess ledare från år 1848 i oavbruten följd.
Efter 1887 företer bolaget en bild av ständig expansion. Skogar och vattenfall köptes, andra bolag inkorporerades.
År 1906 lierades bolaget med Klarafors Aktiebolag och därmed började fabrikationen av cellulosa och papper, året därpå köptes Frykfors, 1909 Forshaga Sulfit Aktiebolag med Ransbergs bruk; senare tillkom Dejefors Kraft- och Fabriksaktiebolag. Idag har AB Mölnbacka-Trysil 4 stora träförädlingsindustrier: Forshaga Sulfitfabrik med spritfabrik och Klarafors Pappersbruk.
Företaget hade stora skogstillgångar i norska Trysil samt massa- och pappersbruk i Forshaga i Värmland. Ole Olsen Nyhus var fullmäktig. Företaget köptes 1908 av brittiska Kellner-Partington Paper Pulp Company vars nordiska verksamhet ombildades 1918 till företaget Borregaard. Borregaard sålde 1967 Mölnbacka Trysil till Uddeholms AB.
Pappersbuket i Forshaga började som sulfatfabrik, men industrin ödelades helt vid en brand 1890. Därefter uppfördes Klarafors sulfitfabrik samt pappersbruk på den i Klarälven belägna ön Holmen. Tillverkningen av pappersmassa upphörde 1969 då företaget Tetra Pak övertog lokalerna för tryckning och beläggning av kartong till mjölkförpackningar.